# Live (Wise-Guys-Album)
Live ist ein Album der Gruppe Wise Guys. Es erschien im Jahr 2000 und ist die fünfte LP der A-cappella-Gruppe aus Köln. Es ist eine Live-Aufnahme, die im Rahmen eines Sechs-Tage-Rennens in Köln-Sülz entstand. Live ist das erste Live-Album der Wise Guys.
Das Album enthält einen Konzertmitschnitt aus dem Kölner Millowitsch-Theater sowie eine Spezialfassung von Wolfgang Petrys Song Verlieben, verloren, vergessen, verzeih’n. Als Bonus-Track ist der Studio-Titel Zu schön für diese Welt am Ende des Albums enthalten.
Überraschend für die Wise Guys war es, dass das Album auf Platz 93 der Album-Charts kam. Es war bis dahin die erste Chartplatzierung der Gruppe.
In der Download-Version des Albums sind die darauf enthaltenen Moderations-Tracks nicht vorhanden.

## Titelliste
1. Gedanken vor Konzertbeginn – 2:02
2. Skandal – 3:03
3. Moderation – 2:45
4. Köln ist einfach korrekt – 2:46
5. Moderation – 1:53
6. Schlag mich Baby noch einmal – 2:58
7. Moderation – 1:25
8. Wie kann es sein – 2:54
9. Parfüm – 3:19
10. Moderation – 1:05
11. GoldenEye – 3:40
12. Moderation – 1:59
13. Meine heiße Liebe – 3:25
14. Moderation – 2:02
15. Mädchen lach doch mal – 3:01
16. Root Beer Rag – 3:03
17. Moderation – 4:05
18. Probier’s mal mit ’nem Bass – 2:58
19. Moderation – 1:52
20. Nein, nein, nein! – 3:21
21. Moderation – 0:36
22. Do you believe (in Kölle Alaaf) – 3:20
23. Moderation – 5:59
24. Verlieben, verloren, vergessen, verzeihen – 3:10
25. Moderation – 1:46
26. Ich will keine A cappella – 2:31
27. Moderation – 1:05
28. Wenn ich ens nit mih existiere – 1:13
29. Zu schön für diese Welt (Studioversion) – 2:41